# Deutscher Eishockeypokal 2002/03
Der Deutsche Eishockey-Pokal wurde in der Saison 2002/03 erstmals wieder seit 1996/97 vom Deutschen Eishockey-Bund in Zusammenarbeit mit der Deutschen Eishockey Liga und der Eishockeyspielbetriebsgesellschaft ausgespielt.
Die erste Runde wurde vom 24. bis 30. August 2002, die zweite Runde am 24. September und 8. Oktober ausgespielt. Das Viertelfinale fand am 22. und 30. Oktober, das Halbfinale am 19. November und 10. Dezember statt, bevor am 18. Februar 2003 im Finale der Pokalsieger bestimmt wurde.

## Teilnehmer
| Die 14 Teams der Deutschen Eishockey Liga: | Die 15 Teams der 2. Eishockey-Bundesliga: | 3 Teams aus der Oberliga:                               |
| --- | --- | ------------------------------------------------------- |
| - Augsburger Panther - Eisbären Berlin - DEG Metro Stars - Frankfurt Lions - Hamburg Freezers - Hannover Scorpions - ERC Ingolstadt - Iserlohn Roosters - Kassel Huskies - Kölner Haie - Krefeld Pinguine - Adler Mannheim - Nürnberg Ice Tigers - SERC Wild Wings | - EC Bad Nauheim - EC Bad Tölz - SC Bietigheim-Bissingen - REV Bremerhaven - ETC Crimmitschau - EV Duisburg - Wölfe Freiburg - Heilbronner EC - ESV Kaufbeuren - Landshut Cannibals - Eisbären Regensburg - SC Riessersee - Straubing Tigers - Lausitzer Füchse - Grizzly Adams Wolfsburg | - Dresdner Eislöwen - SC Mittelrhein-Neuwied - ERC Selb |

## Begegnungen

### 1. Runde
Die 1. Runde fand am 27./28./30. August 2002 statt.
| EC Bad Nauheim          | – | Iserlohn Roosters       | 1:0       | (0:0 1:0 0:0)     |
| REV Bremerhaven         | – | Krefeld Pinguine        | 1:6       | (0:1 1:4 0:1)     |
| SC Mittelrhein          | – | SC Bietigheim-Bissingen | 1:7       | (0:3 0:3 1:1)     |
| Heilbronner EC          | – | Augsburger Panther      | 1:4       | (11 0:1 0:2)      |
| ESV Kaufbeuren          | – | Frankfurt Lions         | 1:3       | (0:1 0:2 1:0)     |
| EV Duisburg             | – | Hannover Scorpions      | 5:1       | (0:1 4:0 1:0)     |
| Lausitzer Füchse        | – | Hamburg Freezers        | 0:3       | (0:0 0:2 0:1)     |
| Landshut Cannibals      | – | Nürnberg Ice Tigers     | 2:3 n. V. | (0:1 1:1 1:0 0:1) |
| SC Riessersee           | – | Adler Mannheim          | 1:5       | (1:1 0:3 0:1)     |
| ERC Selb                | – | EC Bad Tölz             | 4:1       | (1:0 2:0 1:1)     |
| ETC Crimmitschau        | – | Eisbären Berlin         | 2:5       | (0:2 2:3 0:1)     |
| Grizzly Adams Wolfsburg | – | DEG Metro Stars         | 1:6       | (0:1 1:3 0:2)     |
| Straubing Tigers        | – | ERC Ingolstadt          | 1:3       | (1:2 0:1 0:0)     |
| Dresdner Eislöwen       | – | Kassel Huskies          | 1:10      | (1:4 0:3 0:3)     |
| Wölfe Freiburg          | – | Kölner Haie             | 3:4       | (0:3 2:1 1:0)     |
| Eisbären Regensburg     | – | SERC Wild Wings         | 2:5       | (0:0 1:3 1:2)     |

### 2. Runde
Die 2. Runde fand am 24. September und 8. Oktober 2002 statt. Die Paarungen wurden am 8. September im Rahmen eines Eishockey-Derbys der DEG Metro Stars gegen die Kölner Haie von Fußballtorhüter Uwe Kamps ausgelost.
| Kölner Haie             | – | Kassel Huskies      | 3:1       | (1:0 1:0 1:0)         |
| EC Bad Nauheim          | – | DEG Metro Stars     | 1:6       | (0:1 1:2 0:3)         |
| EV Duisburg             | – | Hamburg Freezers    | 2:4       | (0:0 1:3 1:1)         |
| Frankfurt Lions         | – | Nürnberg Ice Tigers | 0:3       | (0:0 0:1 0:2)         |
| Eisbären Berlin         | – | Adler Mannheim      | 2:3 n. P. | (0:0 2:0 0:2 0:0 0:1) |
| ERC Selb                | – | SERC Wild Wings     | 2:9       | (2:2 0:4 0:3)         |
| SC Bietigheim-Bissingen | – | Augsburger Panther  | 2:5       | (0:2 2:2 0:1)         |
| Krefeld Pinguine        | – | ERC Ingolstadt      | 5:3       | (4:0 1:1 0:2)         |

### Viertelfinale
Spieltermine für die Viertelfinale waren der 22. und 30. Oktober 2002. Die Auslosung wurde am 29. September 2002 im Rahmen des Ligaspiels Frankfurt Lions gegen Kassel Huskies vorgenommen.
| Adler Mannheim      | – | Augsburger Panther | 3:0       | (1:0 0:0 2:0)            |
| SERC Wild Wings     | – | Kölner Haie        | 2:3       | (0:0 0:2.2:1)            |
| Nürnberg Ice Tigers | – | DEG Metro Stars    | 5:4 n. P. | (3:0 1:2, 0:2, 0:0, 1:0) |
| Krefeld Pinguine    | – | Hamburg Freezers   | 4:3       | (1:2, 2:0, 1:1)          |

### Halbfinale
Spieltermin für die Halbfinalbegegnungen waren der 19. November und 10. Dezember 2002.
| Kölner Haie         | – | Krefeld Pinguine | 4:1 | (1:0, 0:1, 3:0) |
| Nürnberg Ice Tigers | – | Adler Mannheim   | 1:5 | (1:2 0:1 0:2)   |

### Finale
| 18. Februar 2003 | Kölner Haie Hospelt (Norris, McLlwain) (30:41) Norris (Hospelt, Renz) (34:26) Peacock (Leahy, Schlegel) (48:10) Norris (Peacock) (58:26) | 4:5 (2:1 0:3 2:1) | Adler Mannheim Kathan (Roach, M. Goc) (5:39) Corbet (Hlushko, Ustorf) (35:57) M. Goc (Naumenko, Roach) (37:43) Kennedy (Ustorf, Joseph) (38:40) Joseph (Roach, Hlushko) (40:33) | Kölnarena, Köln Zuschauer: 10.950 |

Somit waren die Adler Mannheim deutscher Pokalsieger 2003.